# Starszy kapral Służby Więziennej
Starszy kapral Służby Więziennej (st. kpr. SW) – stopień w Służbie Więziennej, odpowiednik stopnia starszego kaprala w Siłach Zbrojnych RP.
Wzory dystynkcji starszego kaprala SW zostały określone w rozporządzeniu ministra sprawiedliwości z dnia 7 lutego 2011 w sprawie umundurowania funkcjonariuszy Służby Więziennej.